# Колумбет, Николай Фёдорович
Николай Фёдорович Колумбет (10 октября 1933 — 21 февраля 2012) — советский шоссейный велогонщик, выступал за сборную СССР во второй половине 1950-х годов. Трёхкратный победитель «Велогонки мира» в командном зачёте, чемпион всесоюзных и республиканских первенств, участник летних Олимпийских игр в Мельбурне. Мастер спорта СССР (1954), заслуженный мастер спорта. Также известен как тренер по велоспорту, наставник Игоря Целовальникова и Анатолия Старкова.

## Биография
Родился 10 октября 1933 года в селе Гореничи Киевской области.
Активно заниматься велоспортом начал в раннем детстве по примеру отца Фёдора Петровича, который в своё время тоже выступал в шоссейных велогонках. Позже проходил подготовку под руководством тренера Юрия Александровича Гаммерштедта, состоял в нескольких киевских спортивных клубах и обществах.
Первого серьёзного успеха добился в 1954 году, когда принял участие в весенней многодневной гонке «Киев — Симферополь — Киев» протяжённостью 2600 километров и в личном зачёте замкнул десятку сильнейших. Позже в этом сезоне выступил на чемпионате СССР в Таллине, где получил бронзу в командной гонке с раздельным стартом на 100 км и одержал победу в групповой гонке на 200 км. Год спустя выиграл пятнадцатый этап Тура СССР, стал третьим в генеральной классификации многодневки «Киев — Симферополь — Киев».
В 1956 году стал первым советским велогонщиком, кому удалось выиграть этап «Велогонки мира» — одержал победу на четвёртом этапе во Вроцлаве, заняв в итоговом личном зачёте третье место. При этом в командной классификации сборная СССР заняла первое место, и за это выдающееся достижение все члены команды были удостоены почётного звания «Заслуженный мастер спорта СССР». Благодаря череде удачных выступлений Колумбет также удостоился права защищать честь страны на летних Олимпийских играх в Мельбурне, тем не менее, попасть в число призёров здесь не смог: в индивидуальном зачёте финишировал шестнадцатым, тогда как в командном вместе с Анатолием Череповичем, Виктором Капитоновым и Виктором Вершининым был шестым.
Сезон 1957 года провёл не менее успешно: выиграл второй этап многодневной гонки Тур Сочи, расположившись в генеральной классификации на четвёртой строке, и завоевал две золотые медали на чемпионате СССР на треке (в индивидуальной и командной гонках преследования).
В следующем сезоне вновь выступал на «Туре Сочи», выиграл третий и четвёртый этапы, после чего занял в общем зачёте вторую позицию, уступив лидерство лишь Евгению Клевцову. На «Велогонке мира» был бронзовым призёром на втором и пятом этапах, при этом советская сборная вновь стала лучшей в командном зачёте. На шоссейном чемпионате мира во французском Реймсе показал в индивидуальной дисциплине тридцать третий результат. Также выиграл очередной титул чемпиона СССР на треке (в командной гонке преследования).
В 1959 году в третий раз в составе советской сборной одержал победу в «Велогонке мира», хотя в личном зачёте разместился только на тридцать восьмой строке.
После завершения спортивной карьеры Николай Колумбет перешёл на тренерскую работу, подготовил многих талантливых спортсменов, в том числе 56 мастеров спорта и 54 чемпионов всесоюзных первенств. В частности, его воспитанниками были олимпийский чемпион 1972 года в тандеме Игорь Целовальников, победитель «Велогонки мира» и многократный чемпион СССР Анатолий Старков. Признан заслуженным тренером Украинской ССР.
В последние годы проживал в селе Беремецкое Черниговской области, изредка принимал участие в ветеранских соревнованиях по велоспорту. Умер 21 февраля 2012 года. Ежегодно в Донецке проходит гонка-критериум «Мемориал Николая Колумбета».
Был женат, есть двое детей. Его младший брат Леонид был довольно известным трековым велогонщиком, бронзовым призёром Олимпийских игр и чемпионом мира в командных гонках преследования.

## Награды
- Медаль «За трудовую доблесть» (27.04.1957) — «за успехи, достигнутые в деле развития массового физкультурного движения в стране, повышения мастерства советских спортсменов, и успешное выступление на международных соревнованиях»
- Медаль «За развитие олимпийского движения»[3]